# Claus Strandberg
Claus Strandberg (født 5. juni 1948 i København, død 13. august 2004) var en dansk skuespiller.
Han havde egentlig ikke nogen skuespilleruddannelse bag sig, men debuterede i 1969 i tv-spillet Ikke et ord om Harald.
Op gennem årene medvirkede han i en række populære film- og tv-serier, bl.a. i Fiskerne, sendt på Danmarks Radio i 1977.
Han var ligeledes engageret som revy- og teaterskuespiller på bl.a. Fiolteatret, Gladsaxe Teater og Posthus Teatret. Han nåede også at få en rolle på Det kongelige Teater.
Han ligger begravet på Mariebjerg Kirkegård i Gentofte.

## Udvalgt filmografi
- Violer er blå – 1975
- Ta' det som en mand, frue – 1975
- Gangsterens lærling – 1976
- Nyt legetøj – 1977
- Slægten – 1978
- Honning Måne – 1978
- Johnny Larsen – 1979
- Pigen fra havet – 1980
- Attentat – 1980
- Langturschauffør – 1981
- Rocking Silver – 1983
- Midt om natten – 1984
- I hvilket vand - 1985
- Johannes' hemmelighed – 1985
- Opbrud – 1988
- Riget I – 1994
- Kun en pige – 1995
- Mørkeleg – 1996
- Idioterne – 1998
- Klinkevals – 1999
- Besat – 1999
- Fruen på Hamre – 2000
- Send mere slik – 2001
- En kærlighedshistorie – 2001
- Min søsters børn i sneen – 2002